# Çağla Büyükakçay
Çağla Büyükakçay, née le 28 septembre 1989 à Adana, est une joueuse de tennis turque.
En avril 2016, elle remporte le tournoi d'Istanbul et devient, par la même occasion, la première joueuse turque de l'histoire à remporter un titre du circuit WTA.

## Palmarès

### Titre en simple dames
| No | Date       | Nom et lieu du tournoi                 | Catégorie | Dotation  | Surface      | Finaliste     | Score         |          |
| -- | ---------- | -------------------------------------- | --------- | --------- | ------------ | ------------- | ------------- | -------- |
| 1  | 18-04-2016 | TEB BNP Paribas Istanbul Cup, Istanbul | Intern'l  | 250 000 $ | Terre (ext.) | Danka Kovinić | 3-6, 6-2, 6-3 | Parcours |

### Finale en simple dames
Aucune

### Titre en double dames
Aucun

### Finales en double dames
| No | Date       | Nom et lieu du tournoi                | Catégorie | Dotation  | Surface      | Vainqueures                     | Partenaire      | Score            |          |
| -- | ---------- | ------------------------------------- | --------- | --------- | ------------ | ------------------------------- | --------------- | ---------------- | -------- |
| 1  | 07-07-2014 | BRD Bucharest Open Bucarest           | Intern'l  | 250 000 $ | Terre (ext.) | Elena Bogdan Alexandra Cadanțu  | Karin Knapp     | 6-4, 3-6, [10-5] | Parcours |
| 2  | 20-07-2015 | TEB BNP Paribas Istanbul Cup Istanbul | Intern'l  | 250 000 $ | Dur (ext.)   | Daria Gavrilova Elina Svitolina | Jelena Janković | 5-7, 6-1, [10-4] | Parcours |

## Parcours en Grand Chelem

### En simple dames
| Année | Open d'Australie | Open d'Australie    | Internationaux de France | Internationaux de France | Wimbledon       | Wimbledon           | US Open        | US Open           |
| ----- | ---------------- | ------------------- | ------------------------ | ------------------------ | --------------- | ------------------- | -------------- | ----------------- |
| 2010  | —                | —                   | —                        | —                        | —               | —                   | Q1             | Petra Cetkovská   |
| 2011  | Q2               | Corinna Dentoni     | Q1                       | Olga Savchuk             | Q1              | Tamarine Tanasugarn | Q2             | Mandy Minella     |
| 2012  | Q1               | Réka Luca Jani      | —                        | —                        | Q1              | Claire Feuerstein   | Q2             | Lara Arruabarrena |
| 2013  | Q3               | Tamarine Tanasugarn | Q2                       | A. Parra Santonja        | Q2              | Ajla Tomljanović    | Q2             | Tereza Mrdeža     |
| 2014  | Q1               | Kateřina Siniaková  | Q3                       | Aleksandra Wozniak       | Q1              | Ashleigh Barty      | Q2             | Misa Eguchi       |
| 2015  | Q3               | Tatjana Maria       | Q1                       | Naomi Broady             | Q1              | V. Cepede Royg      | Q1             | Eri Hozumi        |
| 2016  | Q1               | María Sákkari       | 2e tour (1/32)           | A. Pavlyuchenkova        | 1er tour (1/64) | Caroline Garcia     | 2e tour (1/32) | Petra Kvitová     |
| 2017  | 1er tour (1/64)  | Océane Dodin        | 2e tour (1/32)           | Shelby Rogers            | Q2              | Anastasia Potapova  | Q2             | Naomi Broady      |
| 2018  | Q1               | Julia Boserup       | Q1                       | Anna Blinkova            | Q1              | Duan Ying-Ying      | Q1             | Liu Fangzhou      |
| 2019  | —                | —                   | —                        | —                        | Q1              | Ankita Raina        | —              | —                 |
| 2020  | —                | —                   | Q2                       | Natalija Kostić          | Annulé          | Annulé              | —              | —                 |
| 2021  | Q2               | Ana Konjuh          | Q2                       | Storm Sanders            | Q1              | Harmony Tan         | Q1             | Kurumi Nara       |

N.B. : à droite du résultat se trouve le nom de l'ultime adversaire.

### En double dames
| Année | Open d'Australie | Open d'Australie | Internationaux de France | Internationaux de France | Wimbledon               | Wimbledon            | US Open                      | US Open                |
| ----- | ---------------- | ---------------- | ------------------------ | ------------------------ | ----------------------- | -------------------- | ---------------------------- | ---------------------- |
| 2016  | —                | —                | —                        | —                        | 1er tour (1/32) K. Jans | N. Broady H.. Watson | 1er tour (1/32) A. Sevastova | D. Kovinić A. Rosolska |

N.B. : le nom du ou de la partenaire se trouve sous le résultat ; le nom des ultimes adversaires se trouve à droite.

## Parcours en «Premier Mandatory» et «Premier 5»
Découlant d'une réforme du circuit WTA inaugurée en 2009, les tournois WTA « Premier Mandatory » et « Premier 5 » constituent les catégories d'épreuves les plus prestigieuses, après les quatre levées du Grand Chelem.

### En simple dames
| Année |              | Premier Mandatory | Premier Mandatory | Premier Mandatory | Premier Mandatory |       | Premier 5 | Premier 5                     | Premier 5  | Premier 5 | Premier 5 | Premier 5 | Premier 5 |
| Année | Indian Wells | Miami             | Madrid            | Pékin             |                   | Dubaï | Rome      | Canada                        | Cincinnati | Wuhan     | Wuhan     |           |           |
| Année | Indian Wells | Miami             | Madrid            | Pékin             | Doha              |       | Rome      | Canada                        | Cincinnati | Wuhan     | Wuhan     |           |           |
| Année | Indian Wells | Miami             | Madrid            | Pékin             |                   |       | Rome      | Canada                        | Cincinnati | Wuhan     | Wuhan     |           |           |
| 2014  |              |                   |                   |                   |                   |       |           | 1er tour (1/32) Ka. Plíšková  |            |           |           |           |           |
| 2015  |              |                   |                   |                   |                   |       |           | 2e tour (1/16) A. Cornet      |            |           |           |           |           |
| 2016  |              |                   |                   |                   |                   |       |           | 3e tour (1/8) R. Vinci        |            |           |           |           |           |
| 2017  |              |                   |                   |                   |                   |       |           | 1er tour (1/32) V. Golubic    |            |           |           |           |           |
| 2018  |              |                   |                   |                   |                   |       |           | 1er tour (1/32) P. Kvitová    |            |           |           |           |           |
| 2020  |              |                   |                   |                   |                   |       |           | 1er tour (1/32) S. Kuznetsova |            |           |           |           |           |

Sous le résultat, l’ultime adversaire.

## Parcours aux Jeux olympiques

### En simple dames
| # | Date       | Nom de l'olympiade                  | Surface    | Résultat        | Ultime adversaire  | Score          |          |
| - | ---------- | ----------------------------------- | ---------- | --------------- | ------------------ | -------------- | -------- |
| 1 | 06/08/2016 | Olympic Tennis Event Rio de Janeiro | Dur (ext.) | 1er tour (1/32) | Ekaterina Makarova | 3-6, 6-0, 7-66 | Parcours |

## Classements WTA en fin de saison
| Année          | 2006 | 2007 | 2008 | 2009 | 2010 | 2011 | 2012 | 2013 | 2014 | 2015 | 2016 | 2017 | 2018 | 2019 | 2020 | 2021 | 2022 | 2023 | 2024 |
| Rang en simple | 668  | 457  | 390  | 310  | 192  | 197  | 186  | 149  | 141  | 158  | 67   | 158  | 268  | 179  | 176  | 232  | 318  | 309  | 425  |
| Rang en double | 647  | 527  | 407  | 356  | 194  | 314  | 514  | 206  | 169  | 128  | 314  | 349  | –    | 1412 | 339  | 294  | –    | 766  | 1420 |

Source : (en) Classements de Çağla Büyükakçay sur le site officiel de la Fédération internationale de tennis